# Kommunales Rechenzentrum Niederrhein
Das Kommunale Rechenzentrum Niederrhein (KRZN) ist ein kommunaler Zweckverband. Mitglieder des Zweckverbandes sind die Städte Bottrop und Krefeld sowie die Kreise Kleve, Mettmann, Viersen und Wesel. Mit den zugehörigen Städten und Gemeinden dieser Kreise nehmen heute 46 Kommunalverwaltungen die IT-Dienstleistungen des KRZN in Anspruch.

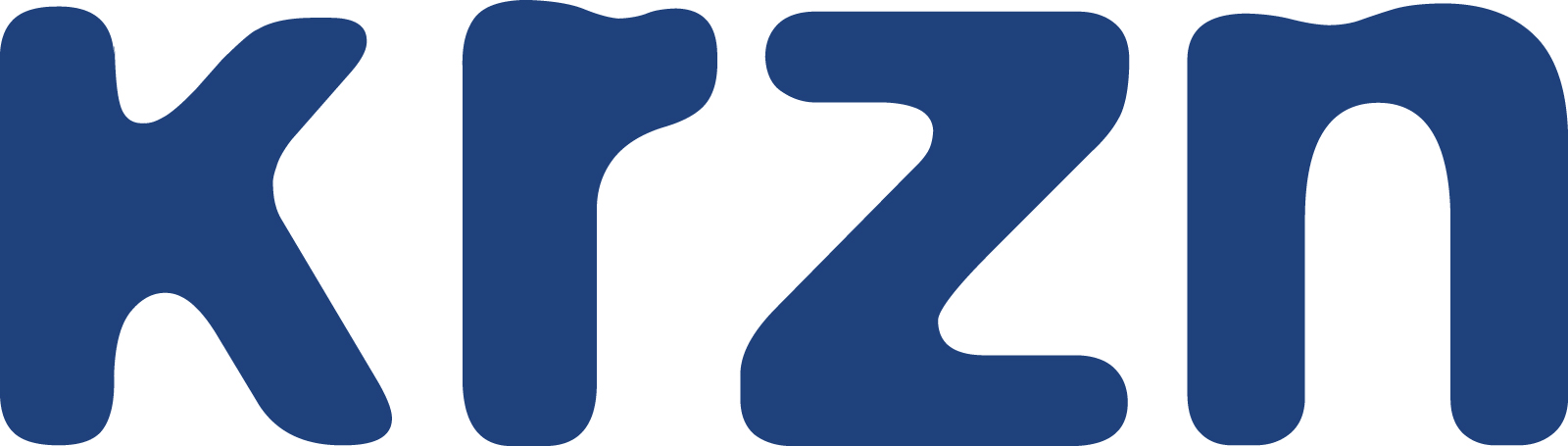
Kommunales Rechenzentrum Niederrhein (KRZN)

## Gründung
Am 1. Juli 1971 gründeten die damaligen Kreise Dinslaken, Geldern, Kempen-Krefeld, Kleve, Moers und Rees den Zweckverband „Kommunales Rechenzentrum Niederrhein (KRZN)“ mit Sitz in Moers. Die kreisangehörigen Städte, Gemeinden und Ämter wurden mittelbar über öffentlich-rechtliche Vereinbarungen mit ihren Kreisverwaltungen dem Verband angeschlossen. Entsprechend war der wichtigste Grund für die Ausweitung der Zusammenarbeit bei der Nutzung der EDV eine Verbesserung der Wirtschaftlichkeit. Die relativ hohen Infrastrukturkosten für den Betrieb der EDV sollten auf möglichst viele Schultern verteilt werden.
Die konstituierende Sitzung der Verbandsversammlung des KRZN fand am 6. September 1971 im Kreistagssitzungssaal in Moers statt
Erster Verbandsvorsteher war Oberkreisdirektor des Kreises Moers, Wilhelm Hübner.

## Standorte und Mitarbeitende
An den Standorten Kamp-Lintfort und Mettmann arbeiten über 500 Beschäftigte.

## Aufgaben
Zu den Aufgaben des Zweckverbandes zählen die Entwicklung, Einführung, Wartung und der Betrieb der IT-Anwendungen sowie Datenschutz- und Datensicherungsmaßnahmen.

## Übersicht Verbandsvorsteher
| von bis                 | Name |
| ----------------------- | --- |
| 06.09.1971 – 22.09.1975 | Oberkreisdirektor Wilhelm Hübner, Moers |
| 22.09.1975 – 29.02.1984 | Oberkreisdirektor Rudolf H. Müller, Kreis Viersen |
| 01.03.1984 – 30.09.1999 | Oberkreisdirektor Heinz-Josef Vogt, Kreis Viersen. Am 19.04.1989 wurde er als Oberstadtdirektor Stadt Krefeld vereidigt                                   |
| 01.10.1999 – 30.11.2003 | Stadtdirektor Jürgen Küper, Stadt Krefeld |
| 01.12.2003 – 26.09.2004 | Landrat Rudolf Kersting, Kreis Kleve |
| 27.09.2004 – 10.12.2004 | Die Amtsgeschäfte des Verbandsvorstehers wurden in diesem Zeitraum vom stellvertretenden Verbandsvorsteher, Dr. Ansgar Müller, Kreis Wesel, wahrgenommen. |
| 01.12.2004 – 10.12.2010 | Landrat Peter Ottmann, Kreis Viersen |
| 11.12.2010 – 12.12.2021 | Landrat Dr. Andreas Coenen, Kreis Viersen |
| Seit 26.11.2021         | Kreisdirektor Ingo Schabrich, Kreis Viersen |

## Übersicht stellvertretende Verbandsvorsteher
| von bis                 | Name                                               |
| ----------------------- | -------------------------------------------------- |
| 06.09.1971 – 21.09.1975 | Oberkreisdirektor Rudolf H. Müller, Kempen-Krefeld |
| 22.09.1975 – 26.11.1992 | Oberkreisdirektor Dr. Horst Giese, Kreis Wesel     |
| 27.11.1992 – 16.06.1996 | Oberkreisdirektor Dr. Helmut Brocke, Kreis Wesel   |
| 17.06.1996 – 09.12.1999 | Landrat Bernhard Nebe, Kreis Wesel                 |
| 10.12.1999 – 14.06.2021 | Landrat Dr. Ansgar Müller, Kreis Wesel             |
| Seit 15.06.2021         | Frau Cigdem Bern, Beigeordnete Stadt Krefeld       |

## Anwender
Die Dienste des KRZN werden von folgenden Kreisen, Städten und Gemeinden genutzt:
Alpen, Bedburg-Hau, Bottrop, Brüggen, Dinslaken, Emmerich am Rhein, Erkrath, Geldern, Goch, Grefrath, Hamminkeln, Herne, Hünxe, Issum, Kalkar, Kamp-Lintfort, Kempen, Kerken, Kevelaer, Kleve, Kranenburg, Krefeld, Kreis Kleve, Kreis Mettmann, Kreis Viersen, Kreis Wesel, Mettmann, Moers, Nettetal, Neukirchen-Vluyn, Niederkrüchten, Rees, Rheinberg, Rheurdt, Schermbeck, Schwalmtal, Sonsbeck, Straelen, Tönisvorst, Uedem, Viersen, Voerde, Wachtendonk, Weeze, Wesel, Willich und Xanten

## Überregionale Zusammenarbeit
Das KRZN arbeitet intensiv mit den kommunalen Spitzenverbänden, der Bundes-Arbeitsgemeinschaft der Kommunalen IT-Dienstleister (Vitako), dem Dachverband kommunaler IT-Dienstleister (KDN) und d-NRW zusammen. Wichtige Themen der Informationstechnik werden gemeinsam erörtert und in Seminaren und Veranstaltungen für die „kommunale Familie“ aufbereitet. Bei bedeutenden Fragestellungen fließen auch wissenschaftliche Erkenntnisse verschiedener Fachrichtungen in die Prognosen, Thesen und Vorhaben des KRZN ein.
Darüber hinaus besteht eine enge Verzahnung der Arbeit des KRZN mit den Aktivitäten der Kommunalen Gemeinschaftsstelle für Verwaltungsmanagement (KGSt).